# Khatchik Ier Archarouni
Khatchik Ier Archarouni ou Xač‘ik Ier Aršaruni (en arménien Խաչիկ Ա Արշարունի ; mort en 990/991 ou en 992) est Catholicos de l'Église apostolique arménienne de 972 à 990/991 ou 992.

## Biographie
Khatchik Archarouni est l’aîné des neveux, fils d’une sœur, du Catholicos Ananias de Moks. Il est élu Catholicos par les prélats d’obédience bagratide après la mort d’Étienne III de Sevan et il demeure seul Catholicos en 974 après la disparition de Vahan de Siounie.
Pendant son long pontificat, Khatchik Ier reprend la tradition de bâtisseurs des grands patriarches en confiant des travaux à l’architecte arménien Terdat, qui  restaure le palais patriarcal d’Argina et dote la bourgade d’une cathédrale et de trois églises.
Le Catholicos protège également plusieurs docteurs religieux arméniens contemporains comme Hovhannès, commentateur des évangiles enseveli au couvent d’Aksigoms dans le Baséan, Hovsep, solitaire du Théléniq dans le canton de Nig, et Sargis, originaire d’Albanie du Caucase et célèbre pour son éloquence.
Le Catholicos intervient aussi dans la diplomatie arménienne, sous le règne de Smbat II d'Arménie : Khatchik Ier conclut avec Mamlân, émir d’Azerbaïdjan qui avait envahi le Vaspourakan mais qui devait faire face à un rival agressif installé à Dvin, un traité de paix favorable aux chrétiens.
L’historien contemporain Stépanos Taronetsi précise enfin que c’est à l’époque du « seigneur Khatchik » que débute le grand mouvement d’immigration des populations arméniennes vers l’Empire byzantin en Cappadoce, Cilicie et Syrie septentrionale. Dans les diocèses concernés, le Catholicos consacra d’ailleurs des évêques arméniens pour ses coreligionnaires.
Khatchik Ier meurt très âgé  en 990/991 ou pendant l’hiver 992 et est inhumé à Argina.
Après sa disparition, le roi Gagik Ier d'Arménie réunit un grand concile  présidé par Sahak, évêque d’Archarouniq, qui rassemble l’ensemble des évêques arméniens, tant ceux des royaumes indépendants que ceux siégeant dans les territoires contrôlés par l’Empire byzantin. L’assemblée procède à l’élection au  siège pontifical d’un moine du couvent de Sévan qui devient le Catholicos Sargis de Sévan.